# Жилецкие люди
Жилецкие люди — термин, использовавшийся в Русском государстве в противоположность «служилым людям».
Первые жили в городах и других населённых пунктах, занимаясь торговлей, ремёслами, земледелием и уплачивая прямые налоги (прямую подать); вторые находились («жили») на «государевой службе» и были свободны от уплаты прямой подати, так как лично отбывали службу государству. В состав первых входили как лично свободные, так и несвободные люди (не входили только «нетяглые»); в состав вторых входили только люди лично свободные.
Переходной ступенью между теми и другими были служилые люди «по прибору», в число которых нередко попадали лица из состава «жилецких людей». Есть примеры уплаты служилыми людьми прямой подати, например, при владении слишком мелкими земельными участками.
Исторические документы всегда резко отличают жилецких людей от людей служилых. Проследить сравнительное значение обоих терминов возможно по разного рода «переписным» и «смотренным» книгам городов, использовавшиеся в делопроизводстве Разрядного приказа.